# 아소부촌
아소부촌(일본어: 阿曽布村)은 일본 기후현 요시키군에 있던 촌이다. 
현재의 히다시의 일부에 해당되며, 북쪽은 도야마현과 접해 있다. 가미오카 광산의 주력갱 중 하나인 이쿠쓰카 광산이 있어 광산 마을로 번성했다. 

## 역사
- 1889년 7월 1일 - 정촌제 시행에 의해 후나쓰정, 소데카와촌, 아소부촌이 성립하였다.
- 1959년 6월 10일 - 후나쓰정, 소데카와촌과 합병해 가미오카정이 성립하여, 동일 후나쓰정은 폐지되었다.

## 교통
일본국유철도 가미오카선의 개통은 1966년이다. 

## 경제
가미오카 광산의 주력 중 하나인 이쿠쓰카 광산이 존재했다. 그 외 몇 개의 지항(시모노모토 광산, 요시로 광산, 이와이다니 광산 등)이 존재했지만, 쇼와 30년대에 폐광되었다.

## 참고 문헌
- 角川日本地名大辞典編纂委員会,『角川日本地名大辞典 21 岐阜県』1980, 角川書店